# André Markowicz
Pour les articles homonymes, voir Markowitz.
André Markowicz est un traducteur, éditeur et poète français, né le 29 septembre 1960 à Prague (Tchécoslovaquie, aujourd'hui République tchèque).

## Biographie
André Markowicz a une mère russe, née en Sibérie d'une mère exilée par Staline pour espionnage et d'un père géorgien, et un père français d'origine polonaise. Il se définit comme « juif laïc » et « athée ». Il vit lors de son enfance à Leningrad, chez sa grand-mère russe.
En 1964, il part vivre en France et s'initie à la traduction vers 1977 : à l'âge de seize ans, il rencontre le traducteur Efim Etkind, qui devient son « maître », lui fait traduire Pouchkine et lui apprend « les lois de la métrique, russe, et française ». Étudiant, il collabore avec le poète Eugène Guillevic pour la traduction du poète futuriste russe Ilia Zdanevitch.
Depuis 1981, il a publié plus d’une centaine de volumes de traductions, d’ouvrages de prose, de poésie et de théâtre. Il participe à plus d’une centaine de mises en scène de ses traductions, en France, au Canada, en Belgique ou en Suisse.

### Carrière

#### Roman et poésie
En 1990, il convainc Hubert Nyssen, fondateur d'Actes Sud, d'entamer une traduction des œuvres complètes de Dostoïevski. Il estime que les traductions originales ont fait fausse route, car « Dostoïevski détestait l'élégance, en particulier celle des Français. Il écrivait avec véhémence, sans se soucier de la syntaxe ni des répétitions ». Cette entreprise commencée en 1991 par Le Joueur et achevée en 2002, avec la traduction des Frères Karamazov,, le fait connaître en rencontrant un franc succès auprès du public.
Il traduit des œuvres et de Nicolas Gogol et d'Alexandre Pouchkine,, notamment Eugène Onéguine, qu'il considère comme sa traduction la plus importante.
En 2011, il entame le cycle intitulé Ombres de Chine, consacré à la traduction de poésie classique chinoise. Sans maîtriser aucune langue chinoise, il traduit plusieurs poètes Tang, comme Wang Wei, Tu Fu, Li Po, Han Yü, Wen Tingyun et Li Shang-yin. Il se base « sur les études, les mot à mot et les traductions des plus grands spécialistes, français, américains, britanniques, russes, etc. ». Les poèmes portent notamment sur la révolte d’An Lushan.
La même année, il publie Le Soleil d'Alexandre, recueil de traductions des poètes romantiques du cercle d'Alexandre Pouchkine, comme Vassili Joukovski et  Mikhaïl Lermontov. Selon Mediapart, André Markowicz y « fait pleinement sienne cette phrase d'Henri Meschonnic à propos de la traduction : « un rôle unique et méconnu comme révélateur de la pensée du langage et de la littérature » ».
Depuis 2006, André Markowicz donne régulièrement des séances « d'improvisation-traduction publiques », consistant à « dire le texte en russe (avec ses assonances, ses accents, son envoûtement) et « dans le mouvement » le traduire en français « au mot à mot », mais sans que jamais cette version ne se fige par écrit, sans que jamais retombe le souffle de l'improvisation ». Il y traduit notamment les poèmes de Ossip Mandelstam, d'Anna Akhmatova et de Vladimir Maïakovski. Certaines de ses performances sont diffusées sur les ondes de France Culture. Il est parfois accompagné de la musicienne Sonia Wieder-Atherton.

#### Théâtre
En 1989, il travaille sous commande avec Antoine Vitez sur la traduction de la pièce Le Revizor de Nicolas Gogol, après s'être rencontrés par l'intermédiaire du poète soviétique Guennadi Aïgui. Vitez décède deux jours avant que le comité de lecture de la Comédie-Française ne donne son feu vert.
Il traduit le théâtre complet d'Anton Tchekhov en compagnie de Françoise Morvan qu'il rencontre en 1985 et avec qui il vit depuis,. Leur traduction de Platonov reçoit un Molière en 2006, dans la catégorie adaptation théâtrale.
Entre 2003 et 2015, il traduit l'intégralité des œuvres théâtrales de William Shakespare, publiées aux éditions Les Solitaires intempestifs.
Bien que « contesté à ses débuts par les universitaires qui lui reprochaient la brusquerie de ses traductions, il fait depuis dix ans autorité, tout aussi bien dans le domaine littéraire que théâtral. Tous les metteurs en scène ont besoin de sa langue pour faire travailler les acteurs ». André Markowicz, « la coqueluche des metteurs en scène », dont les traductions sont régulièrement utilisées sur les scènes françaises, est décrit comme une « figure du monde théâtral ».

#### En tant qu'auteur et éditeur
En 2015, il entame la publication de la série Partages, compilations de plus d'un millier de chroniques régulières qu'il tient sur sa page Facebook pour ses « amis inconnus ».
En 2018, il publie L'appartement, œuvre poétique autobiographique consacrée à l'appartement de sa grand-mère à Saint-Pétersbourg. En 2019, Bérangère Jannelle en tire un film documentaire « Markowicz, appartement n°7 » (France, 2019, 100min). Projeté en 2020 au Musée d'Art et d'Histoire du judaïsme, le film montre les pas du « dernier héritier d’une famille juive de Russie » « dans l’adieu à l’appartement où vécut sa grand-mère ».
En 2019, il crée avec Francoise Morvan les Éditions Mesures, dont il est le président. Outre leurs propres ouvrages, ils y publient des œuvres de Guennadi Aïgui, Léonid Andréïev, Daniil Harms, François-Marie Luzel, Marina Tsvétaïeva et Ilia Zdanévitch.

### Prises de position

#### Tribunes
Il signe en 2012 une tribune en soutien au peuple syrien. En 2017, il participe à l'appel du monde de la culture contre le FN. La même année, il soutient la libération de Kirill Serebrennikov et d'Oleg Sentsov,.
En 2017, il publie une tribune dans le journal Le Monde où il s'interroge sur le bien-fondé de l'hommage national rendu à l'écrivain Jean d'Ormesson décidé par Emmanuel Macron,. Il demande : « pourquoi d’Ormesson ? Et pourquoi aux Invalides ? Malraux avait eu droit à un tel hommage, mais Malraux avait été ministre, c’était une figure du siècle ; pareil, d’une autre façon, pour Césaire (au Panthéon). Mais qu’avait-on fait à la mort de Claude Simon, de Samuel Beckett et même d’Yves Bonnefoy ? ».
André Markowicz dénonce le nationalisme sous toutes ses formes, et notamment celui qui se développe, selon lui, en Bretagne, en Russie ou en Israël et qui partage le « caractère universel et uniforme de tous les nationalismes, et, cela, qu’ils soient au pouvoir ou non », reposant sur « le même fantasme identitaire, celui d’une origine proclamée comme ancienne et pure, et, généralement bafouée par des étrangers (à la province ou au pays) ».

#### Débats publics
En 2018, à l’occasion du centenaire de la naissance d’Alexandre Soljenitsyne et des commémorations consacrées à l'écrivain, André Markowicz s’oppose dans les pages « Débat » du journal Le Monde au traducteur et historien Georges Nivat,. Markowicz exhorte à ne pas faire « l’impasse sur l’idéologie panslaviste et le discours antisémite » de l’auteur russe, ni sur « l’idéologie nationaliste, judéophobe et antidémocratique qu’il propageait ».
En 2021, au sujet des controverses sur la traduction du poème The Hill We Climb de la poétesse noire américaine Amanda Gorman, André Markowicz critique dans une tribune au Monde les arguments avancés par l’activiste Janice Deul, pour qui le travail et la vie de Gorman « sont forcément marqués par son expérience et son identité de femme noire » et qu'il s'agit d'une « occasion manquée que de confier ce travail à Marieke Lucas Rijneveld ». Pour Markowicz, ces arguments révéleraient une vision qui est « le contraire absolu de la traduction, qui est, d'abord et avant tout, partage et empathie, accueil de l'autre, de ce qui n'est pas soi : ce que j'appelle « reconnaissance » ». Il estime que « personne n’a le droit de me dire ce que j’ai le droit de traduire ou pas. Chacun, en revanche, a le droit de juger si je suis capable de le faire. C’est-à-dire si, par mon travail, je suis capable de faire entendre, par ma voix, par la matérialité de mes mots, la voix d’un ou d’une autre – sans la réduire à celle qui est censée être la mienne. ». En retour, Lise Wajeman estime sur Mediapart que « ce que l’on peut entendre dans les multiples prises de parole de traducteurs ou d’écrivains », comme André Markowicz, « qui évoquent de très beaux idéaux sur la traduction ou sur la littérature comme ouverture à l’altérité, c’est que brandir ces généralités, qu’il ne viendrait à l’esprit de personne de contester (on peut du moins l’espérer), empêche de poser les questions qui fâchent, ici et maintenant ».
André Markowicz, aux côtés de Françoise Morvan, émet régulièrement des critiques sur plusieurs aspects du Mouvement breton, notamment sur la langue bretonne en dénonçant « une instrumentalisation d’une langue à des fins politiques, et la fétichisation qu’elle implique ». Il critique également la municipalité de Rennes pour la place qu'elle fait aux écoles Diwan et à la langue bretonne, qui dans la capitale historiquement gallèse n'est qu'une « variante d'un breton imaginé, langue ethniquement pure de la nation bretonne », un « néobreton officiel » qui « a supplanté la langue populaire ». Il déclare dans un entretien au journal L'Humanité : « quant au breton, il a été unifié en 1941, contre le peuple, parce qu’il fallait créer une nation. Cette langue est factice, personne ne la parle réellement et cela n’empêche pas le breton de disparaître. ».

#### Guerre en Ukraine
En 2022, André Markowicz estime dans Le Monde que « la guerre en Ukraine (...) ce n’est pas la Russie qui la fait mais les chars de Poutine » et dans Ouest-France que « le régime de Poutine est criminel contre sa culture et son peuple ».
Dans un libelle paru en juin 2022 aux éditions du Seuil intitulé Et si l'Ukraine libérait la Russie?, il affirme que « la dictature en Russie est très ancienne et elle doit cesser – il faut que l'Ukraine gagne la guerre pour que le régime de Poutine s'effondre et qu'il ait dans les ruines de ce régime une possibilité démocratique. Les Russes y ont droit comme n'importe quel être humain sur terre. Et la Russie peut perdre cette guerre. ».
Selon lui, l'idéologie à l’œuvre dans le conflit puise ses références chez Timofeï Sergueïtsev, philosophe et idéologue du Kremlin .

## Traductions

### Théâtre

#### Anton Tchekhov
Avec Françoise Morvan
- Platonov, Anton Tchekhov, Actes Sud, 2014 (BNF 44203302)
- La Cerisaie, Anton Tchekhov, Actes Sud, 2002 (BNF 38899320)
- Les Trois Sœurs, Anton Tchekhov, Actes Sud, 2002 (BNF 38909484)
- Oncle Vania, Anton Tchekhov, Actes Sud, 2001 (BNF 38801116)
- L'Homme des bois, Anton Tchekhov, Actes Sud, 2009 (BNF 42018881)
- La Mouette, Anton Tchekhov, Actes Sud, 1996 (BNF 35805580)
- Ivanov, Anton Tchekhov, Actes Sud, 2000 (BNF 37118705)
- Pièces en un acte, Anton Tchekhov, Actes Sud, 2005 (BNF 40080303)

#### William Shakespeare
- La Tempête, William Shakespeare, Solitaires Intempestifs, 2003  (ISBN 978-2-84681-076-0)
- La Lamentable Tragédie de Titus Andronicus, William Shakespeare, Solitaires Intempestifs, 2003  (ISBN 978-2-84681-072-2)
- La Vie et la mort du roi Richard II, William Shakespeare, Solitaires Intempestifs, 2003  (ISBN 978-2-84681-076-0)
- Le Songe d’une nuit d’été, William Shakespeare, Solitaires Intempestifs, 2004  (ISBN 978-2-84681-084-5)
- La Vie de Timon d’Athènes, William Shakespeare, Solitaires Intempestifs, 2005  (ISBN 978-2-84681-122-4)
- Troïlus et Cressida, William Shakespeare, Solitaires Intempestifs, 2006  (ISBN 978-2-84681-378-5)
- La Tragédie d’Othello, le Maure de Venise, William Shakespeare, Solitaires Intempestifs, 2007  (ISBN 978-2-84681-210-8)
- Mesure pour mesure, William Shakespeare, Solitaires Intempestifs, 2008  (ISBN 978-2-84681-235-1)
- Macbeth, William Shakespeare, Solitaires Intempestifs, 2008  (ISBN 978-2-84681-236-8)
- Hamlet, William Shakespeare, Solitaires Intempestifs, 2009  (ISBN 978-2-84681-246-7)
- Le Roi Richard III, William Shakespeare, Solitaires Intempestifs, 2010  (ISBN 978-2-84681-263-4)
- Comme il vous plaira, William Shakespeare, Solitaires Intempestifs, 2011  (ISBN 978-2-84681-302-0)
- La Nuit des rois (ou ce que vous voulez), William Shakespeare, Solitaires Intempestifs, 2013  (ISBN 978-2-84681-397-6)
- Beaucoup de bruit pour rien, William Shakespeare, Solitaires Intempestifs, 2015  (ISBN 978-2-84681-418-8)

#### Théâtre russe
- Nikolaï Erdman, Le Suicidé et Le Mandat Solitaires intempestifs
- Nicolas Gogol, Ékatérina Ivanovna, José Corti. La Vie de l'Homme, éditions Mesures
- Nicolas Gogol, Théâtre complet, Actes Sud
- Maxime Gorki, Les Estivants, Les Barbares et Les Bas-fonds, Solitaires intempestifs
- Alexandre Griboïédov, Du malheur d'avoir de l'esprit, Actes Sud
- Mikhaïl Lermontov, Un Homme étrange - Bal masqué - Deux Frères, José Corti
- Alexandre Ostrovski, Cœur ardent, L'Orage, La Forêt, Solitaires intempestifs
- Alexandre Pouchkine, Boris Godounov, Actes Sud Le Convive de pierre et autres scènes dramatiques, Actes Sud
- Evguéni Schwartz, Le Roi nu, L'Ombre, Le Dragon, Les Solitaires Intempestifs
- Alexandre Soukhovo-Kobyline, Images du passé, Corti
- Avec Françoise Morvan : Anton Tchekhov, Théâtre complet, Actes Sud
- Evguéni Tchirikov, Les Juifs, éditions Mesures, 2023
- Marina Tsvétaïéva, La Fin de Casanova, éditions Mesures
- Alexandre Vvédenski, Un sapin chez les Ivanov et autres pièces, Les Solitaires Intempestifs

#### Autres
- August Strindberg, Le Songe, Solitaires intempestifs
- Christopher Marlowe, Edouard II, Solitaires intempestifs

### Poésie et prose

#### Prose russe
- Mikhaïl Boulgakov, Le Maître et Marguerite, éditions Inculte, 2020
- Fédor Dostoïevski, Œuvres complètes, Actes Sud

- Nicolas Gogol, Les Nouvelles de Pétersbourg, Actes Sud
- Ilia Kroupnik, À l'aveuglette (avec des dessins de Semion Beïderman), Horay
- Alexandre Pouchkine, La Dame de pique, Actes Sud
- Alexandre Pouchkine, La Fille du capitaine, Actes Sud
- Ossip Mandelstam, Quatrième prose, Christian Bourgois éditeur
- Anton Tchekhov, Drame de chasse, Actes Sud
- Marina Tsvetaïeva, Mon Pouchkine, Actes Sud
- Le Dit de l'Ost d'Igor, Inculte, 2020

#### Poésie russe
- Guennadi Aïgui, Le dernier départ, éditions Mesures
- Daniil Harms, Poèmes et Proses, éditions Mesures
- Ilia Zdanevitch, Oeuvres poétiques, éditions Mesures (bilingue)
- Le Soleil d’Alexandre, Le Cercle de Pouchkine (1802–1841), anthologie poétique, Actes Sud  (ISBN 978-2-330-00023-3)

- Iossif Outkine, L'Histoire du rouquin Motelé, de monsieur l'inspecteur, du rabbin Isaïe et du commissaire Blokh, Presses universitaires de Rennes, coll. « Fonds UBACS », 1991  (ISBN 2905373474)  (ISBN 9782905373472)[51]
- Alexandre Pouchkine, Eugène Onéguine, Actes Sud

#### Traductions en breton en collaboration
- Gennadi Aigi, Ar c'henavezo diwezhañ ha barzhonegoù all (Le dernier au-revoir et autres poèmes), avec Alan Botrel, Gwendal Denez, Koulizh Kedez, Skrid, 1994
- Anna Akhmatova, Requiem (trilingue), avec Koulizh Kedez, 1997 ; coédition Dana & An Treizher, 1997
- Alexandre Blok, Daouzek (Les Douze), avec Koulizh Kedez, An Treizher, 2000
- Fiodor Dostoïevski, Huñvre un den lu, avec Yann Varc'h Thorel, An Treizher, 2006
- Anthologie de poésie russe: Marina Tsvetaeva, Ossip Mandelstam, Anna Akhmatova, Alexandre Blok, Vélimir Khlebnikov, Vladimir Maïakovski, Boris Pasternak, Maximilian Volochine, Iliazd, avec Koulizh Kedez, in E-ser awen ar bed, An Diaoul Dieub, Mayenne, 2009.

#### Traduction du breton en collaboration
- Anciennes complaintes de Bretagne (avec Françoise Morvan), éditions Ouest-France, 2010, 127 p.  (ISBN 978-2-7373-5133-4)

#### Autres domaines
- Catulle, Le livre de Catulle, L'Âge d'homme
- Ombres de Chine (poèmes de la dynastie Tang), Inculte, 2015
- Gilgamesh (version de Nikolaï Goumiliov), Inculte, 2021
- Les Sonnets, Shakespeare, traduction en collaboration avec Françoise Morvan, édition Mesures, 2023  (ISBN 978-2-490982-21-9)

## Publications

### Poésie
- Figures, coll. « Cadre rouge », éditions du Seuil, Paris, 1er mars 2007  (ISBN 978-2020934961), 109 p.

### Autres
- Partages, éd. Inculte, 2015
- Partages (vol. 2), éd. Inculte, 2016
- L'Appartement, éd. Inculte, 2018,
- Et si l'Ukraine libérait la Russie ?, Seuil, 2022.

## Distinctions

### Décoration
- Chevalier de l'ordre des Arts et des Lettres par Aurélie Filippetti, ministre de la Culture, en 2012[52]

### Titre honorifique
- Docteur honoris causa de l'université Laval à Québec[53]